# Supercopa de Bélgica
La Supercopa de Bélgica es una competición de clubes de Bélgica que se disputa entre el campeón de la Primera División de Bélgica del año anterior y el campeón de la Copa de Bélgica. Si un equipo ganó el año anterior las dos competiciones jugará la Supercopa el finalista de copa del año anterior. 
El club con más títulos en la historia de la competición es el Brujas con 18 títulos, seguido del Anderlecht con 13.

## Palmarés
| Temporada | Campeón              | Resultado          | Finalista            | Sede de la final                        |
| --------- | -------------------- | ------------------ | -------------------- | --------------------------------------- |
| 1979      | KSK Beveren          | 1 - 1 (3 - 2 pen.) | Beerschot VAC        | Estadio Olímpico, Amberes               |
| 1980      | Club Brujas          | 1 - 1 (4 - 3 pen.) | KSK Beveren          | Estadio Jan Breydel, Brujas             |
| 1981      | Standard Lieja       | 0 - 0 (3 - 1 pen.) | RSC Anderlecht       | Estadio Constant Vanden Stock, Bruselas |
| 1982      | KSV Waregem          | 3 - 2              | Standard Lieja       | Estadio de Sclessin, Lieja              |
| 1983      | Standard Lieja       | 1 - 1 (5 - 4 pen.) | KSK Beveren          | Estadio de Sclessin, Lieja              |
| 1984      | KSK Beveren          | 5 - 1              | KAA Gent             | Freethiel Stadion, Beveren              |
| 1985      | RSC Anderlecht       | 2 - 1              | Cercle Brujas        | Estadio Constant Vanden Stock, Bruselas |
| 1986      | Club Brujas          | 1 - 0              | RSC Anderlecht       | Estadio Constant Vanden Stock, Bruselas |
| 1987      | RSC Anderlecht       | 1 - 1, 2 - 0       | KV Mechelen          | Estadio Constant Vanden Stock, Bruselas |
| 1988      | Club Brujas          | 1 - 0              | RSC Anderlecht       | Estadio Jan Breydel, Brujas             |
| 1989      | KV Mechelen          | No disputada       | RSC Anderlecht       | ----------                              |
| 1990      | Club Brujas          | 2 - 2 (7 - 6 pen.) | RFC Lieja            | Estadio Jan Breydel, Brujas             |
| 1991      | Club Brujas          | 3 - 3 (6 - 5 pen.) | RSC Anderlecht       | Estadio Constant Vanden Stock, Bruselas |
| 1992      | Club Brujas          | 1 - 1 (4 - 1 pen.) | Royal Antwerp FC     | Estadio Jan Breydel, Brujas             |
| 1993      | RSC Anderlecht       | 3 - 0              | Standard Lieja       | Estadio Constant Vanden Stock, Bruselas |
| 1994      | Club Brujas          | 3 - 1              | RSC Anderlecht       | Estadio Constant Vanden Stock, Bruselas |
| 1995      | RSC Anderlecht       | 2 - 1              | Club Brujas          | Estadio Constant Vanden Stock, Bruselas |
| 1996      | Club Brujas          | 5 - 2              | Cercle Brujas        | Estadio Jan Breydel, Brujas             |
| 1997      | Lierse SK            | 1 - 0              | Germinal Ekeren      | Estadio Constant Vanden Stock, Bruselas |
| 1998      | Club Brujas          | 2 - 1              | KRC Genk             | Estadio Jan Breydel, Brujas             |
| 1999      | Lierse SK            | 3 - 1              | KRC Genk             | Fenix Stadion, Genk                     |
| 2000      | RSC Anderlecht       | 3 - 1              | KRC Genk             | Estadio Constant Vanden Stock, Bruselas |
| 2001      | RSC Anderlecht       | 4 - 1              | KVC Westerlo         | Het Kuipje, Westerlo                    |
| 2002      | Club Brujas          | 2 - 0              | KRC Genk             | Fenix Stadion, Genk                     |
| 2003      | Club Brujas          | 1 - 1 (5 - 4 pen.) | RAA Louviéroise      | Estadio Jan Breydel, Brujas             |
| 2004      | Club Brujas          | 2 - 0              | RSC Anderlecht       | Estadio Constant Vanden Stock, Bruselas |
| 2005      | Club Brujas          | 1 - 1 (4 - 2 pen.) | Germinal Beerschot   | Estadio Jan Breydel, Brujas             |
| 2006      | RSC Anderlecht       | 3 - 1              | Zulte Waregem        | Estadio Constant Vanden Stock, Bruselas |
| 2007      | RSC Anderlecht       | 3 - 1              | Club Brujas          | Estadio Constant Vanden Stock, Bruselas |
| 2008      | Standard Lieja       | 3 - 1              | RSC Anderlecht       | Estadio Maurice Dufrasne, Lieja         |
| 2009      | Standard Lieja       | 2 - 0              | KRC Genk             | Estadio Maurice Dufrasne, Lieja         |
| 2010      | RSC Anderlecht       | 1 - 0              | KAA Gent             | Estadio Constant Vanden Stock, Bruselas |
| 2011      | KRC Genk             | 1 - 0              | Standard Lieja       | Cristal Arena, Genk                     |
| 2012      | RSC Anderlecht       | 3 - 2              | KSC Lokeren          | Estadio Constant Vanden Stock, Bruselas |
| 2013      | RSC Anderlecht       | 1 - 0              | KRC Genk             | Estadio Constant Vanden Stock, Bruselas |
| 2014      | RSC Anderlecht       | 2 - 1              | KSC Lokeren          | Estadio Constant Vanden Stock, Bruselas |
| 2015      | KAA Gent             | 1 - 0              | Club Brujas          | Ghelamco Arena, Gent                    |
| 2016      | Club Brujas          | 2 - 1              | Standard Lieja       | Estadio Jan Breydel, Brujas             |
| 2017      | RSC Anderlecht       | 2 - 1              | Zulte Waregem        | Estadio Constant Vanden Stock, Bruselas |
| 2018      | Club Brujas          | 2 - 1              | Standard Lieja       | Estadio Jan Breydel, Brujas             |
| 2019      | KRC Genk             | 3 - 0              | KV Mechelen          | Luminus Arena, Genk                     |
| 2020      | Club Brujas          | No disputada       | Royal Antwerp FC     | ----------                              |
| 2021      | Club Brujas          | 3 - 2              | KRC Genk             | Estadio Jan Breydel, Brujas             |
| 2022      | Club Brujas          | 1 - 0              | K. A. A. Gante       | Estadio Jan Breydel, Brujas             |
| 2023      | Royal Antwerp FC     | 1 - 1 (5 - 4 pen.) | KV Mechelen          | Bosuilstadion, Amberes                  |
| 2024      | Union Saint-Gilloise | 2 - 1              | Club Brujas          | Estadio Jan Breydel, Brujas             |
| 2025      | Club Brujas          | 2 - 1              | Union Saint-Gilloise | Stade Joseph Marien, Bruselas           |

## Títulos por club
| Club                      | Títulos | Subtítulos | Años campeón                                                                                               |
| ------------------------- | ------- | ---------- | --- |
| Brujas                    | 18      | 4          | 1980, 1986, 1988, 1990, 1991, 1992, 1994, 1996, 1998, 2002, 2003, 2004, 2005, 2016, 2018, 2021, 2022, 2025 |
| Anderlecht                | 13      | 7          | 1985, 1987, 1993, 1995, 2000, 2001, 2006, 2007, 2010, 2012, 2013, 2014, 2017                               |
| Standard Lieja            | 4       | 5          | 1981, 1983, 2008, 2009                                                                                     |
| KRC Genk                  | 2       | 7          | 2011, 2019                                                                                                 |
| KSK Beveren †             | 2       | 2          | 1979, 1984                                                                                                 |
| Lierse SK †               | 2       | -          | 1997, 1999                                                                                                 |
| KAA Gent                  | 1       | 2          | 2015 |
| Royal Antwerp             | 1       | 1          | 2023 |
| KSV Waregem †             | 1       | -          | 1982 |
| Union Saint-Gilloise      | 1       | 1          | 2024 |
| KV Mechelen               | -       | 3          | ----- |
| Cercle Brujas             | -       | 2          | ----- |
| Beerschot AC (Germinal) † | -       | 2          | ----- |
| KSC Lokeren †             | -       | 2          | ----- |
| Zulte Waregem             | -       | 2          | ----- |
| Beerschot VAC †           | -       | 1          | ----- |
| RAA Louviéroise †         | -       | 1          | ----- |
| RFC Lieja                 | -       | 1          | ----- |
| KVC Westerlo              | -       | 1          | ----- |

- † Equipo desaparecido.